# Gustav Adolf Jäger
Gustav Adolf Jäger senior (22. dubna 1851 Leopoldka – 24. června 1927 Krásná Lípa) byl český podnikatel německé národnosti, majitel pletárny Gustav Jäger v Krásném Buku na Šluknovsku. Jeho jméno zůstalo známým zejména v lidovém označení pánských bavlněných podvlékaček, jégrovek.

## Počátky
Jégrovky začal čerstvě vyučený pletař Gustav Adolf Jäger vyrábět na zapůjčených strojích v malé továrně v Krásné Lípě už roku 1876. Roku 1881 koupil usedlost v nedalekém Krásném Buku. V té době většina výroby probíhala v domcích pletařů z blízkého i širšího okolí. Roku 1892 firma otevřela v Ebersbachu pobočku specializovanou na dětské a sportovní oblečení a v té době Jäger koupil i parní stroj a stroje na výrobu punčoch.

## Továrna v Krásném Buku

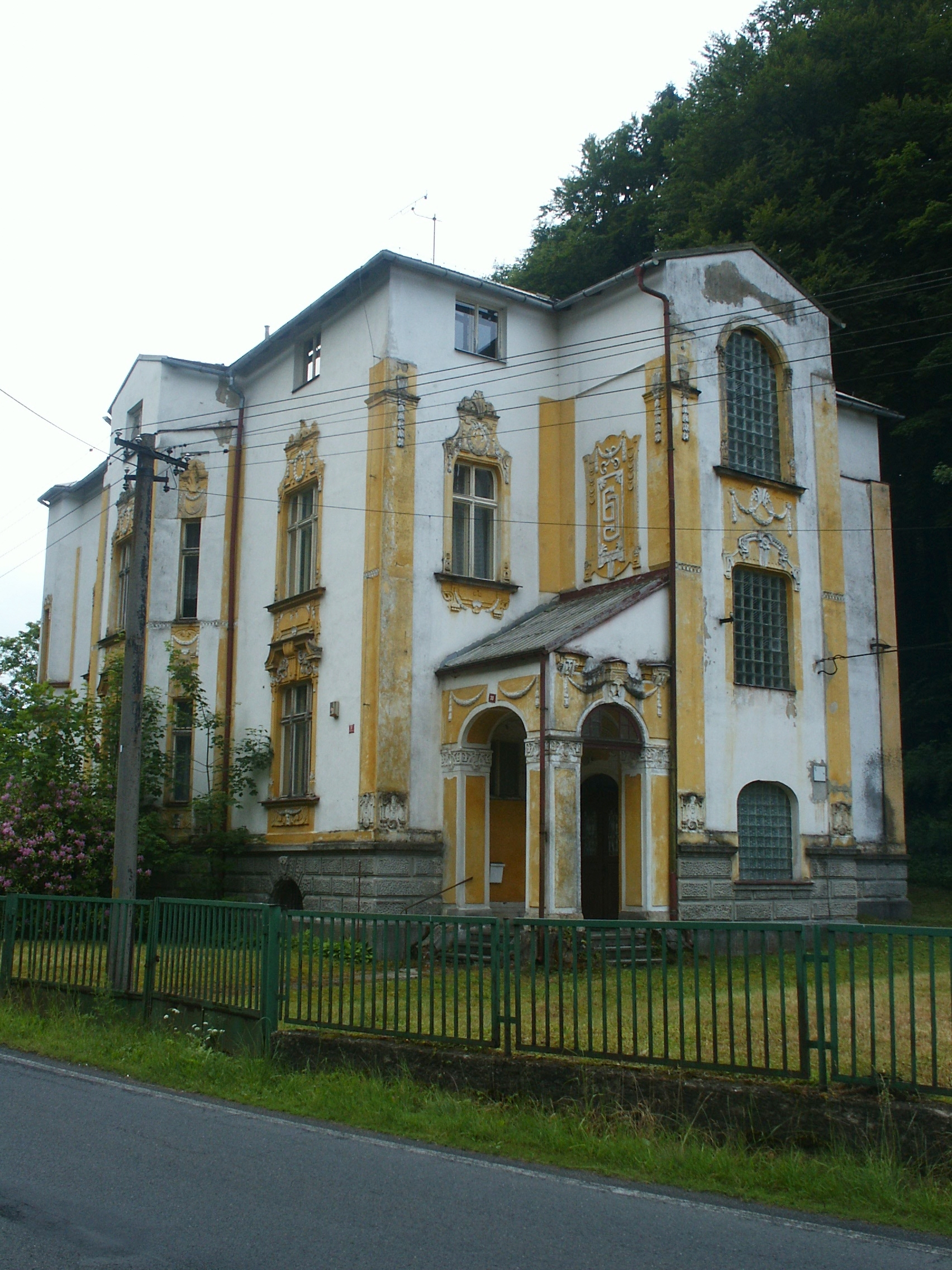
Jägerova reprezentativní vila v Krásném Buku čp. 30

Gustav Jäger nechal v roce 1893 postavit na místě zbořeného podstávkového domu v Krásném Buku několikapatrovou továrnu, kterou pak v dalších letech ještě rozšiřoval. Roku 1908 firma zaměstnávala 300 pletařů a 400 domácích dělníků a ročně zpracovávala 140 tun bavlny, ovčí vlny, hedvábí a krepu.
Vyráběly se zde bezešvé dámské punčochy, pánské ponožky, dětské punčocháče, kazajky, noční košile, dlouhé spodní prádlo (trikot a kalhoty). Během první světové války byla největším odběratelem spodků rakouská armáda a tehdy také získaly pojmenování jägrovky.
Firma měla obchodní zastoupení v Praze, Budapešti, Vídni, Lvově, Varšavě, Terstu, Bukurešti a v Paříži.
Roku 1901 se stal Gustav Jäger jedním z prvních majitelů automobilu v Čechách, koupil si francouzský vůz De Dion-Bouton.
Po roce 1918 firma omezila výrobu a zbavila se některých provozů. V roce 1927 se po smrti svého otce stal ředitelem Gustav Adolf Jäger junior (1878–1954) a zůstal jím až do konce druhé světové války. Po válce byla jeho rodina odsunuta a továrna znárodněna, rodina v textilním podnikání pokračovala v Bavorsku, ale už nikdy nedosáhla takové proslulosti. Výroba ve znárodněné firmě byla ukončena roku 1947, stroje byly po znárodnění továrny demontovány, budova pak sloužila jako silo pro Zemědělské zásobování a nákup. Po roce 2000 byla stržena. Jägerova reprezentativní vila stojí dodnes.